# W Девы
W Девы (лат. W Virginis), HD 116802 — двойная звезда в созвездии Девы на расстоянии приблизительно 4795 световых лет (около 1470 парсек) от Солнца. Визуальная звёздная величина звезды — от +10,75m до +9,46m.
Открыта немецким астрономом Эдуардом Шёнфельдом в 1866 году.
Является прототипом переменных типа W Девы.

## Характеристики
Первый компонент — жёлто-белая пульсирующая переменная звезда типа W Девы (CWA) спектрального класса F0Ib-G0Ib, или F2Ibe, или G6Ib, или pec. Масса — около 4,453 солнечной, радиус — около 23,818 солнечного, светимость — около 519,355 солнечной. Эффективная температура — около 5277 K.
Второй компонент — красный карлик спектрального класса M. Масса — около 109,3 юпитерианской (0,1043 солнечной). Удалён в среднем на 2,461 а.е..

## Описание
W Девы — пульсирующий жёлтый гигант, принадлежащий ко второму типу звёздного населения (популяция II). Внешние слои атмосферы звезды пульсируют со средним периодом 17,2736 дней, при этом периодов пульсации, вероятно, несколько, что даёт сложный характер пульсаций. За время столетних наблюдений отмечено, что период имеет тенденцию к увеличению.
При пульсации меняется как температура, так и размер звезды, что приводит к сильным изменениям светимости и блеска. Наибольшая температура соответствует максимальной яркости, при этом звезда имеет минимальный размер. Наименьшая температура и наибольший радиус соответствуют фазе около 0,5, при этом яркость объекта близка к минимальной. Поскольку относительно большее количество инфракрасного излучения создаётся при более холодном состоянии звезды, то наибольший блеск в инфракрасном диапазоне соответствует уменьшающейся яркости в видимом диапазоне. Максимальная болометрическая светимость достигается около фазы 0,25 вблизи среднего значения светимости в видимом диапазоне. В ходе пульсаций видимая звёздная величина изменяется на 1,2m, а размер звезды — почти в два раза.
Звёзды типа W Девы представляют собой старые звёзды со слоевым горением гелия, массы меньше солнечной. Классы светимости соответствуют сверхгигантам, поскольку у звёзд очень расширенные оболочки с низкой поверхностной гравитацией. Звезда W Девы является типичным представителем данного типа, её масса вдвое меньше солнечной, при пульсациях радиус меняется от 20 до 50 радиусов Солнца, светимость меняется от менее 500 светимостей Солнца до примерно 1000 светимостей Солнца.